# West Montrose Covered Bridge
West Montrose Covered Bridge, smeknamn "Kissing Bridge", är en övertäckt bro i  West Monrose i provinsen Ontario som korsar floden Grand River. Den är den äldsta av de knappt 200 övertäckta broar som idag (2015) finns kvar i Kanada. Bron byggdes åren 1880–1881 av ek- och tallvirke och används fortfarande av fotgängare och lätta fordon. Bron kulturskyddades år 2007.
Bron, som ursprungligen var helt av trä och vilade på 15 pålar, har renoverats flera gånger. Pålarna byttes ut mot cementpelare omkring år 1900 och konstruktionen  förstärktes med stål år 1959. Alla synliga delar liknar dock originalet. Fotogenlamporna byttes mot elbelysning år 1950.

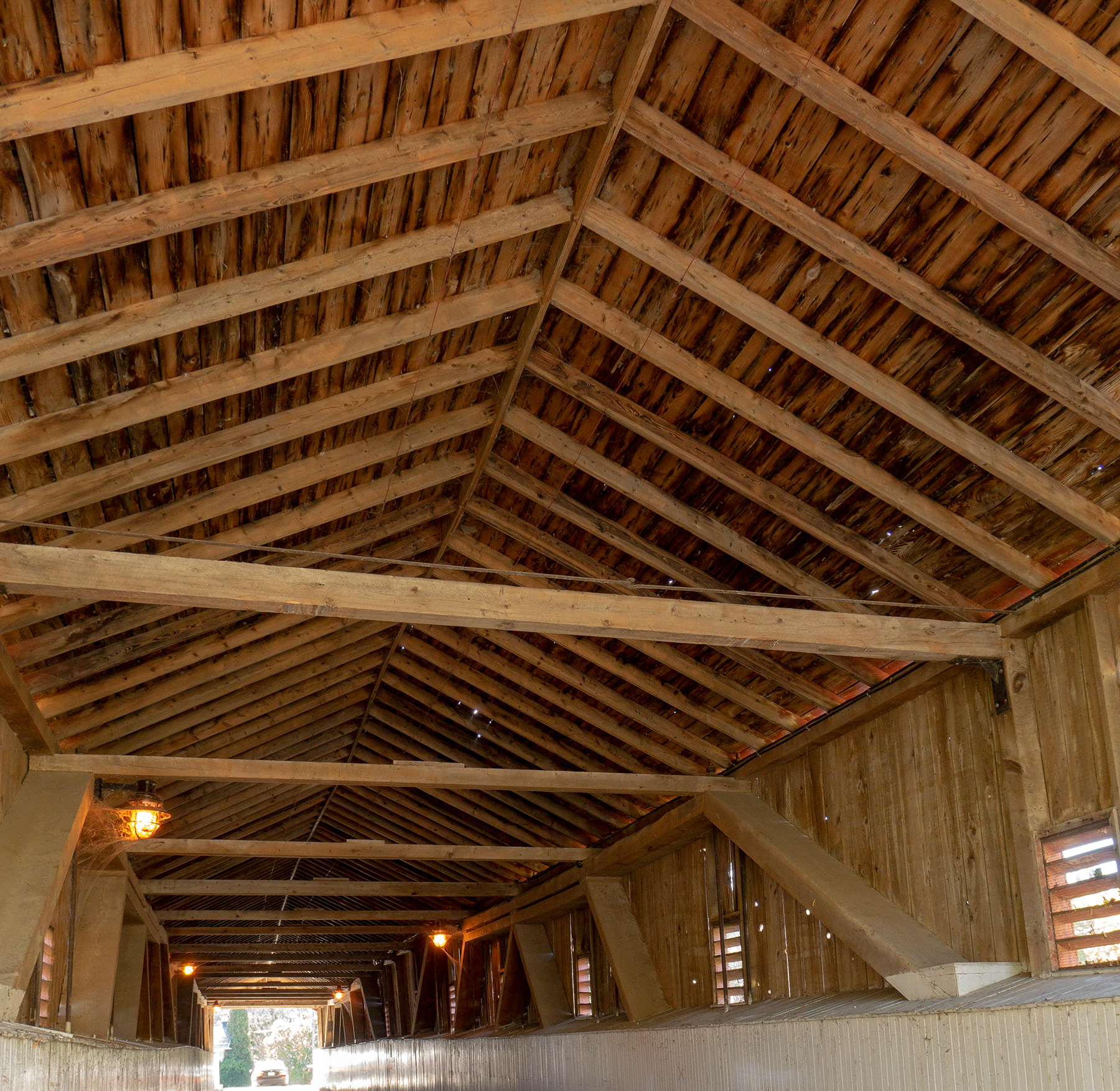
Invändiga träbalkar

Smeknamnet "Kissing Bridge" (kyssarnas bro) kommer av traditionen att det "kostade" en kyss att passera bron. 